# Ctenoplusia albostriata
Ctenoplusia albostriata là một loài bướm đêm trong họ Noctuidae.